# ییرو بوئنو
ییرو بوئنو (انگلیسی: Jairo Bueno؛ زادهٔ ۱۰ سپتامبر ۱۹۹۸) بازیکن فوتبال اهل اسپانیا است.
وی همچنین در تیم ملی فوتبال جمهوری دومینیکن بازی کرده است.